# Añoranza (telenovela)
Añoranza fue una telenovela mexicana producida por Irene Sabido para Televisa en 1979. Fue protagonizada por Marga López, Jorge Lavat y Jaime Garza. Fue emitida semanalmente los lunes a las 17:30 en capítulos de una hora.

## Argumento
La historia se desarrolla en el Hotel Las Fuentes, propiedad de Magdalena quien reside allí junto a su hijo adolescente Alejandro. El joven ha sido el motor de su vida y ella ha hecho grandes esfuerzos para criarlo sin la ayuda ni figura de un padre. Pero a pesar de sus esfuerzos, Alejandro parece no valorar los sacrificios de su madre y se ha convertido en un joven rebelde y desobligado que solo tiene interés en pasarlo bien.
En medio de su tristeza, Magdalena encontrará consuelo en Alberto, un hombre compasivo que se convierte en su único amigo, y que con el tiempo, el cariño que se tienen mutuamente se convertirá en amor, pero será Alejandro quien se convierta en un obstáculo para la felicidad de la pareja, además de un profundo secreto que Magdalena ha guardado dolorosamente por años.

## Elenco
- Marga López - Magdalena
- Jorge Lavat - Alberto
- Jaime Garza - Alejandro
- Adriana Roel
- María Rojo
- Zully Keith
- Gonzalo Vega
- Eric del Castillo
- Blanca Guerra
- Mario Casillas
- Nerina Ferrer
- María Teresa Rivas
- Kitty de Hoyos
- Rita Macedo
- Martha Roth
- Miguel Manzano
- Alma Muriel
- Liliana Abud
- Dolores Beristáin - Natividad
- Varelita
- Sara Guasch
- Tina Romero
- Erika Buenfil
- Miguel Ángel Ferriz
- Javier Ruán
- Maritza Olivares
- Malena Doria
- Tara Parra
- Sergio Ramos "El Comanche"
- Víctor Junco
- Javier Marc
- Paola Jiménez Pons
- Alfredo Varela - Olegario